# 特拉平山
63°58′S 57°32′W / 63.967°S 57.533°W
特拉平山（瑞典語：Terrapin Hill）是南極洲的山峰，位於詹姆斯羅斯島北部，海拔高度545米，瑞典的探險隊首次踏足該山峰，在1945年由英國研究隊繪入地圖。